# Santiago Aldunate Bascuñán
José Santiago Aldunate Bascuñán (Santiago de Chile, 7 de diciembre de 1857-Washington D. C., 17 de abril de 1918) fue un abogado, diplomático y político chileno, que se desempeñó como Ministro de Guerra y Marina, Ministro de Relaciones Exteriores, presidente de la Cámara de Diputados y embajador de ese país en Estados Unidos, Italia y España.

## Biografía
Nació en Santiago, el 7 de diciembre de 1857; hijo de Manuel Aldunate Avaria y Albina Bascuñan Vigil. Se casó el 31 de octubre de 1894 con María Luisa Morel Cotapos.
Realizó los estudios primarios en el Instituto Nacional, y los superiores, en la Facultad de Derecho de la Universidad de Chile, de donde se tituló de abogado el 1 de abril de 1882. Ejerció su profesión en Iquique.
Fue Promotor Fiscal Interino de Santiago en 1885, Miembro de la Delegación Universitaria en Iquique el 12 de agosto de 1889, Profesor de Derecho Romano en sección Universitaria del Instituto Nacional el 20 de junio de 1892, Profesor de Historia en la Academia Militar, Académico de la Facultad de Leyes y Ciencias Políticas de la Universidad de Chile, Secretario de la Sociedad de Instrucción Primaria, Profesor de la Escuela Nocturna de Artesanos Abraham Lincoln, y director y profesor de la Escuela Benjamín Franklin.
Fue miembro del Partido Liberal, del que fue vicepresidente en algún período.
Fue electo diputado suplente por el Departamento de Constitución, período 1885-1888.
En 1891 la Junta de Gobierno de Iquique lo nombró comandante del 9.º de línea y al mando de ese cuerpo participó en las batallas de Concón y Placilla, donde salió herido. Triunfante la revolución, se retiró del ejército negándose a recibir toda indemnización por sus servicios y su invalidez.
En 1892 fue uno de los fundadores de la Novena Compañía del Cuerpo de Bomberos de Santiago, la Bomba Yungay, de la cual fue su primer Capitán. Antes de fundar la Novena Compañía había sido Voluntario de la Quinta Compañía en 1882.
Fue nombrado ministro de Guerra y Marina, el 26 de abril de 1894 cargo que desempeñó hasta el 7 de diciembre del mismo año, durante la administración de Jorge Montt. En su paso por este ministerio, se encargó de modernizar el armamento del ejército e inició la renovación de la marina de guerra.
Electo diputado por Santiago, período 1894-1897; se incorporó el 2 de julio de 1896, después de haberse declarado vacante el cargo que ocupaba Joaquín Walker Martínez, en mayo de 1896, a quien se le había encomendado una misión diplomática.
Electo diputado por Santiago, período 1900-1903, en elecciones complementarias, asumiendo el cargo el 29 de agosto de 1901, el cual había quedado vacante tras la muerte de Agustín del Río, en diciembre de 1900. Fue diputado reemplazante en la Comisión Permanente de Hacienda e Industria.
Electo diputado por Santiago, en elecciones complementarias, período 1903-1906. Artemio Gutiérrez presuntivamente juró el 2 de junio de 1903 y por acuerdo del 2 de noviembre quedó excluido de la Cámara y en este lugar se incorporó don Santiago. Y el 15 del mismo mes, verificada una elección complementaria, quedó excluido de la Cámara y aprobada definitivamente la elección de Artemio Gutiérrez, quien se reincorporó el día 20.
En el gobierno de Pedro Montt, fue nombrado ministro de Relaciones Exteriores, Culto y Colonización, el 18 de septiembre de 1906, cargo que sirvió hasta el 29 de octubre del mismo año. Más adelante fue nombrado Ministro Plenipotenciario de Chile en Italia y España en 1907.
Fue fundador y presidente del Ateneo de Santiago.
Embajador de Chile en Estados Unidos, donde falleció, el 17 de abril de 1918 en Washington.